# Minā
Koordinaten: 21° 24′ 48,6″ N, 39° 53′ 37,7″ O
Minā (arabisch منى), manchmal auch Munā vokalisiert, ist ein Tal östlich der Stadt Mekka auf dem Weg nach ʿArafāt, in dem ein wichtiger Teil des islamischen Haddsch-Rituals stattfindet. Es erstreckt sich in ost-westlicher Richtung und hat die Form eines Dreiecks, das in westlicher Richtung spitz zuläuft. An seiner westlichen Spitze ist es nur 60 Meter breit und mündet in den Wādī Ibrāhīm ein, an seiner östlichen Basis weitet es sich auf eine Breite von 1600 Metern.

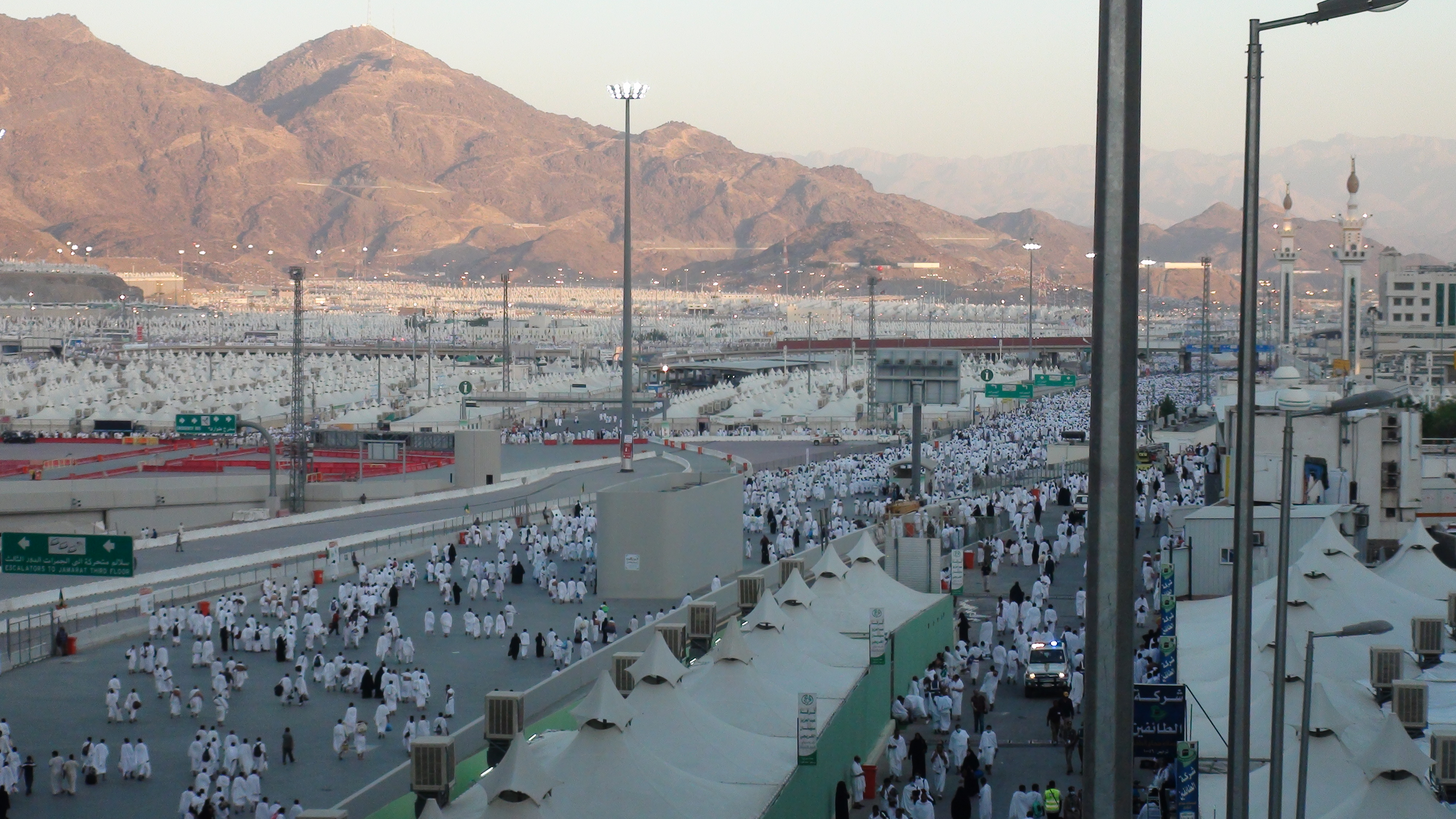
Die Zeltstadt von Minā während der Wallfahrt 2011

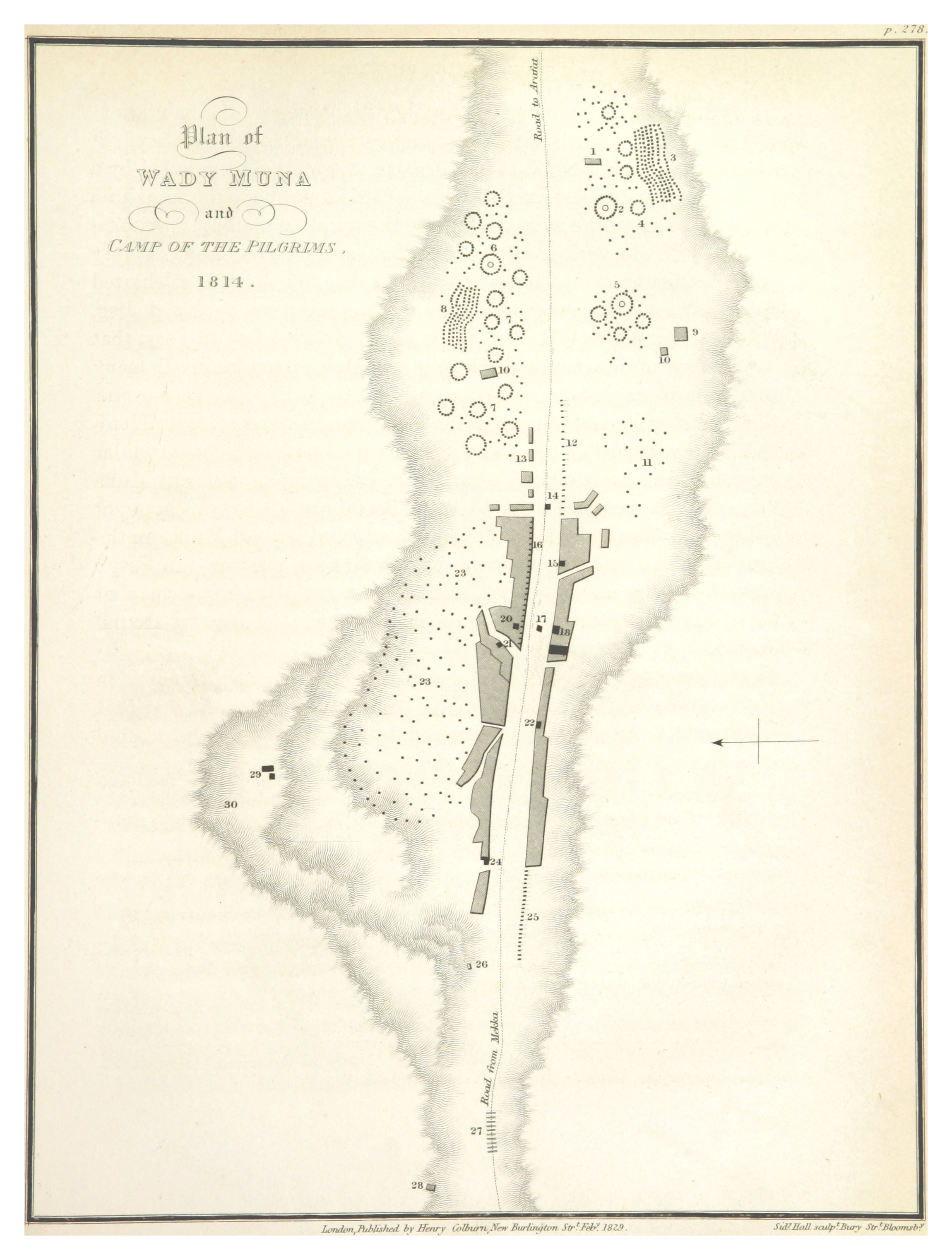
Situationsplan, erstellt 1814

Die islamischen Wallfahrtsregeln sehen vor, dass sich die Pilger am 8. Dhu l-hiddscha (Yaum at-Tarwiya) nach Minā begeben und dort übernachten. Üblicherweise geschieht dies in Zeltstädten, die speziell für den Haddsch in Minā angelegt werden. Nach dem Wuqūf in ʿArafāt und Muzdalifa kehren die Pilger am 10. Dhū l-Hiddscha nach Minā zurück. Von der Jamarat-Brücke werfen sie bis zum 12. Dhū l-Hiddscha täglich Kieselsteine gegen drei sogenannte Jamarat, um symbolisch den Teufel zu steinigen, der nach islamischem Glauben hier Abraham in Versuchung geführt haben soll. Traditionell waren die Jamarat obeliskenartige steinerne Pfeiler, seit 2004 wurden diese Pfeiler jedoch durch längere Mauern ersetzt, da beim Steinewerfen auf die Pfeiler öfters versehentlich Menschen auf der gegenüberliegenden Seite von den Steinen getroffen worden waren. Dies war ein wesentlicher Faktor in den immer wieder hier ausbrechenden Massenpaniken, denen mehrfach viele Menschen zum Opfer fielen. Seit 2009 ist die Brücke fünfstöckig und umhaust die drei Säulen komplett, sodass die ganze Anlage nun das Aussehen eines riesigen Parkhauses hat.
Bedeutendstes Bauwerk in Minā ist die Chaif-Moschee (مسجد الخيف / masǧid al-Ḫaif). Sie wurde bereits vor dem 10. Jahrhundert errichtet und im Laufe der Jahrhunderte immer wieder erneuert. Der Moschee werden vorislamische Ursprünge nachgesagt. Gemäß einer Tradition, die auf den Prophetengefährten ʿAbdallāh ibn ʿAbbās zurückgeführt wird, haben in der Chaif-Moschee schon siebzig Propheten gebetet.

## Belege
1. ↑  Hišām Fauzī ʿAbd-al-ʿAzīz: as-Suyūl fī Makka al-Mukarrama baina ʿāmai 923-1099 h/1517-1687 m. al-Ǧamʿīya at-Tārīḫīya as-Saʿūdīya, Riad 2006. S. 31.
2. ↑  Vgl. al-Azraqī: Aḫbār Makka wa-mā ǧāʾa fī-hā min al-āṯār. Ed. Rušdī aṣ-Ṣāliḥ Malḥas. 2 Bde. Beirut: Dār al-Andalus o. D. Bd. II, S. 174.